# 无斑玛瑙螺
无斑光滑玛瑙螺（学名：Lissachatina immaculata），是一种大型的、会呼吸空气的蜗牛。本种原属于玛瑙螺属（学名：Achatina），现属于光滑玛瑙螺属（学名：Lissachatina）。